# Нубарашен
Нубарашен — административный район Еревана, столицы Армении. Район имеет границу с районом Шенгавит в северо-западе и с районом Эребуни в севере и в северо-востоке. Граничит внешней границей с Араратской областью.

## Общие сведения
Нубарашен имеет площадь 18 км² (8,07% площади Еревана), это 5-й по величине район Еревана. Он расположен примерно в 7 км от центра Еревана.

## История
После советизации Армении Армянский всеобщий благотворительный союз (AGBU) стал единственной организацией диаспоры, которой было разрешено действовать в советской Армении. Разрешение AGBU было дано в 1923 году.
На собрании Армянского всеобщего благотворительного союза в 1926 году в Филадельфии, США, AGBU решило профинансировать строительство нового поселения в Армянской ССР в честь основателя. Основная цель программы была направлена на репатриацию армянских семей из Ближнего Востока и Европы, переживших Геноцид армян.

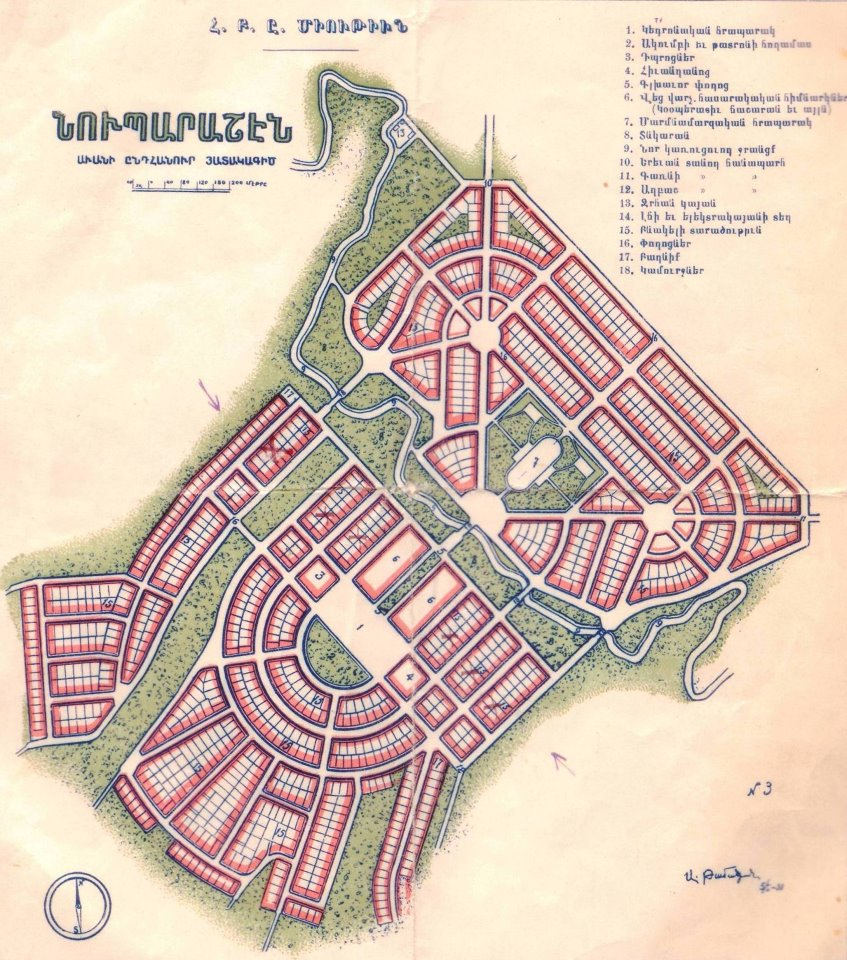
План Нубарашена по Александру Таманяну

Для реализации проекта планировалось до 30 апреля 1931 года собрать 250 000 долларов США, чтобы приступить к реализации проекта по случаю 25-летия AGBU. Oт армян Нью-Йорка было пожертвовано 102 тысячи долларов США, а из Чикаго — 25 тысяч долларов США. Однако многие богатые армянские меценаты в 1929 году стали жертвами Великой депрессии. Таким образом, к концу 1929 года было обеспечено всего 153 000 долларов США.
Правительство Армянской ССР предложило для инициативы многие места, в том числе Егвард, Сардарапат и Мецамор. В итоге место для поселения было выбрано на юго-восточной равнине Еревана, на юге микрорайона Норагавит.
Погос Нубар пожертвовал на проект 100000 долларов, и, наконец, в апреле-мае 1930 года между советским правительством Армении и AGBU была достигнута договоренность о «строительстве жилого района Нубарашен». Вскоре в том же году начались строительные работы на юге Еревана на основе градостроительного плана, разработанного архитектором Александром Таманяном .
В 1931 году в июле около 100—120 жилых домов были готовы к эксплуатации. В 1932 году поселок был официально основан и получил название Нубарашен (что означает город Нубара). Первыми жителями вновь созданного поселения были репатриированные армянские семьи из Греции, затем из Болгарии, Франции, Ливана и Сирии. Почти 50 % проекта было завершено в конце 1936 года. Летом 1936 года в Нубарашене проживало около 1000 армян-репатриантов.
В 1938 году поселок был переименован в Советашен, что означает Советский город. В 1961 году был образован Орджоникидзевский район в качестве административного района Еревана. В 1963 году Советашен получил статус поселка городского типа в составе Орджоникидзевского района.
В 1989 году район был переименован в свое первоначальное название. В 1996 году в результате реформы административного деления Армении Нубарашен получил статус административного района Еревана.

## Население
По переписи 2011 года население района составляло 9 561 человек (0,9 % населения города). По официальным данным на 2016 год, население района составляет около 9800 человек. Таким образом, Нубарашен является самым малонаселённым районом Еревана.

## Культура
- Нубарашенская библиотека №34 — действует с 1936 года.
- Центр спорта и культуры «Нубарашен» — открылся в 2009 году.

В районе установлено множество памятников, в том числе:
- Мемориал Второй мировой войны — построен в 1973 году.
- Бюст Гевонда Алишана — установлен в 2004 году.
- Мемориальный комплекс, посвященный памяти жертв Первой карабахской войны.
- Памятник жителям Чнкуш
- Бюст Погоса Нубара
- Церковь Святых Мучеников — открылась 25 апреля 2015 года. Строительство началось в 2012 году и завершилось в 2015 году. Проект церкви предоставил архитектор Артак Дулян, а строительство профинансировал известный предприниматель Гагик Царукян.

## Образование
- Школа № 95 имени Гевонда Алишана — открыта в 1932 году.
- Нубарашенская музыкальная школа — действует с 1935 года.
- Нубарашенская детская спортивная школа — открылась в 2016 году.

По состоянию на учебный год 2016-2017 в Нубарашене действуют 2 государственные школы, а также еще 2 школы для детей с особенностями развития.

## Военные объекты
Военная база Нубарашен занимает большую часть восточной части района.

## Экономика
Нубарашенский трикотажный завод, открытый в 1958 году, является одним из первых промышленных предприятий района. В 1982 году была открыта Нубарашенская мебельная фабрика (ныне WoodLnad). В советское время это был филиал Масисской обувной фабрики.
С советских лет в районе действуют животноводческие фермы, крупнейшая из которых – птицефабрика «Нубарашен», открытая в 1971 году.
После обретения независимости в районе было открыто много предприятий пищевой промышленности, таких как консервный завод Элизы и Гоар, открывшийся в 2000 году.

## Экология
На территории Нубарашена находится крупнейший мусорный полигон Еревана. Периодические пожары на ней вызывают смог в Ереване, ухудшение качества воздуха и негодование общественности.

## Международные связи
Администрация Нубарашена установила контакты:
- Арнувиль, Иль-де-Франс, Франция, 2015 г.[5]

## Улицы, площади, парки
- Центральная улица Нубарашена
- улица Джрашен-Нубарашен
- Центральный парк Нубарашен
- Парк имени Погоса Нубара

## Галерея

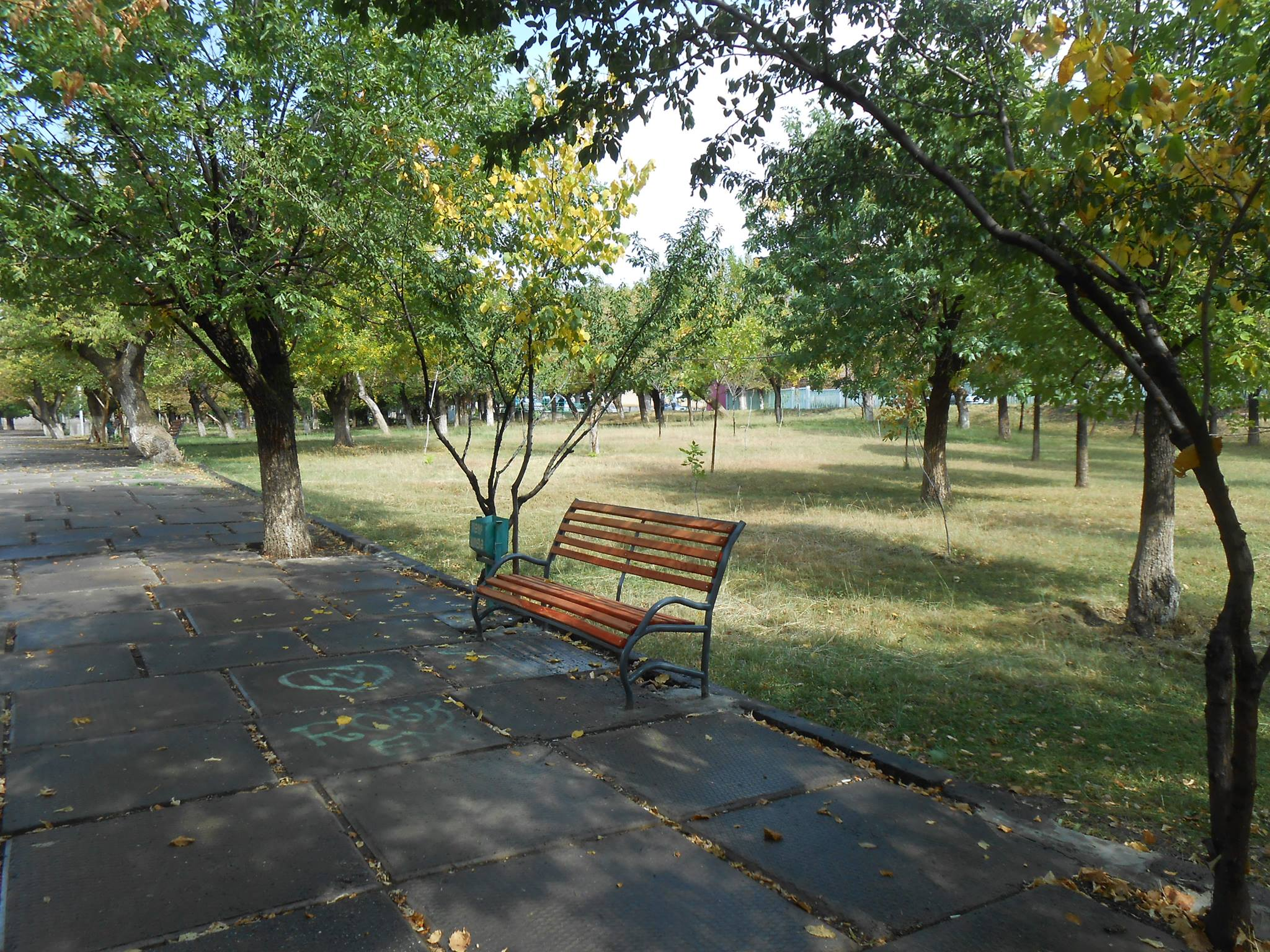
Центральный парк Нубарашена
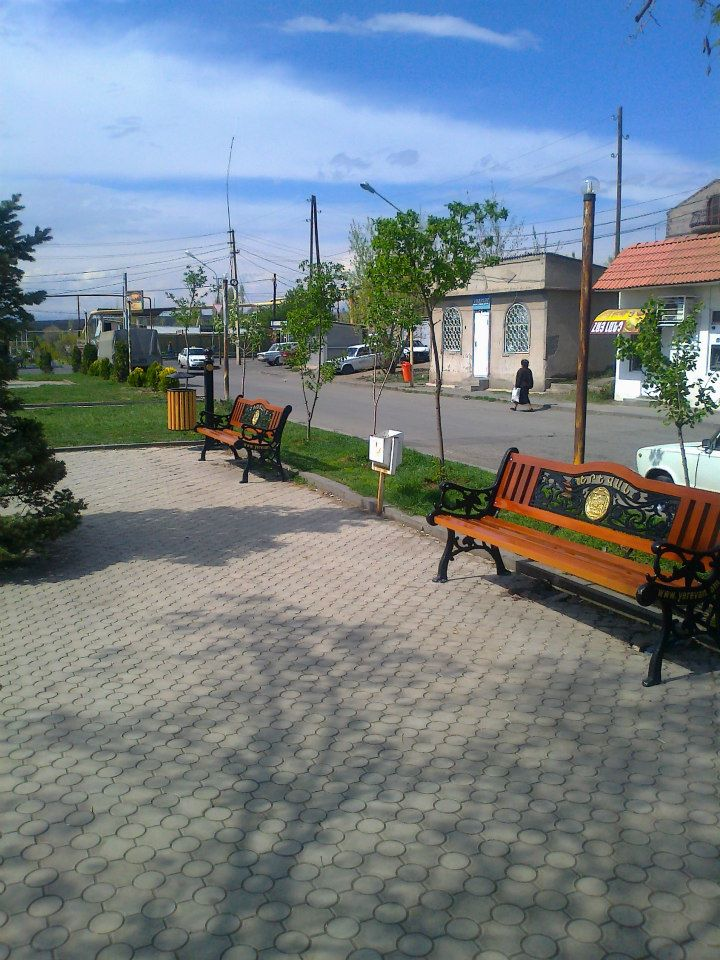
Парк имени Погоса Нубара
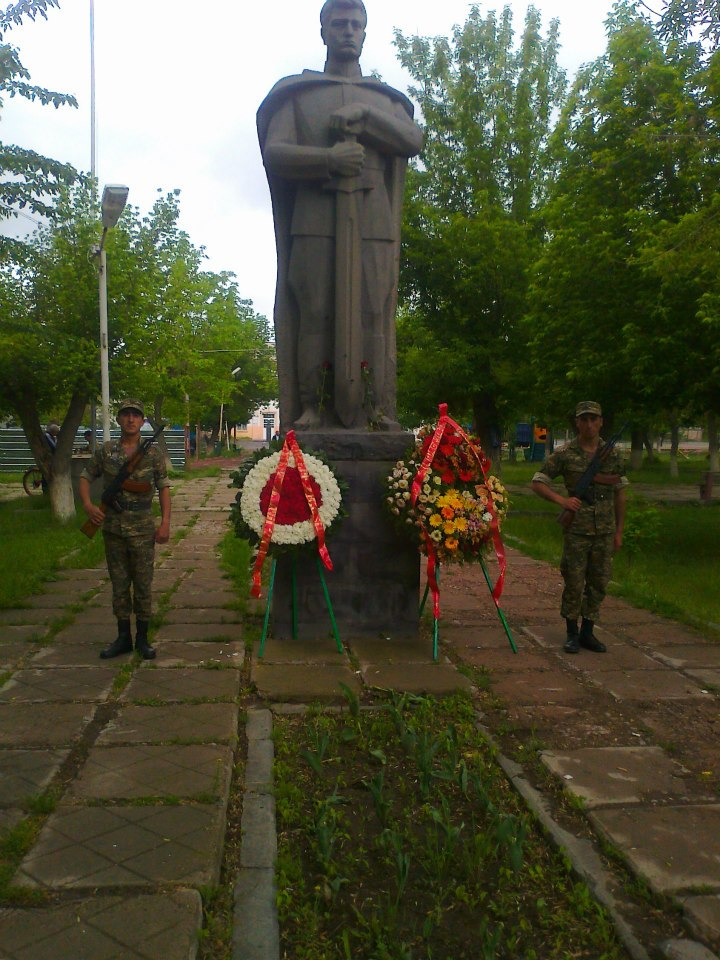
Памятник неизвестному солдату Великой Отечественной войны
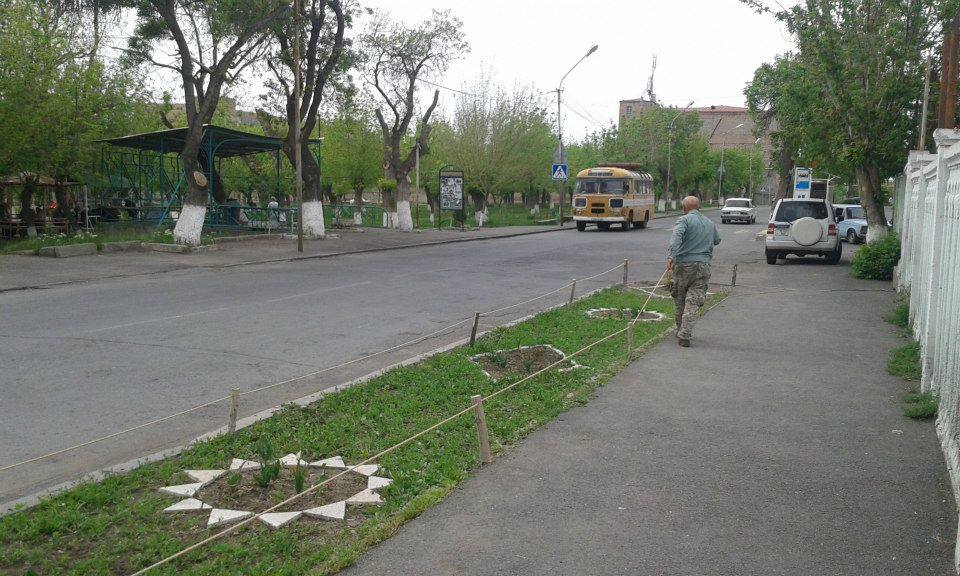
Центральная улица Нубарашена
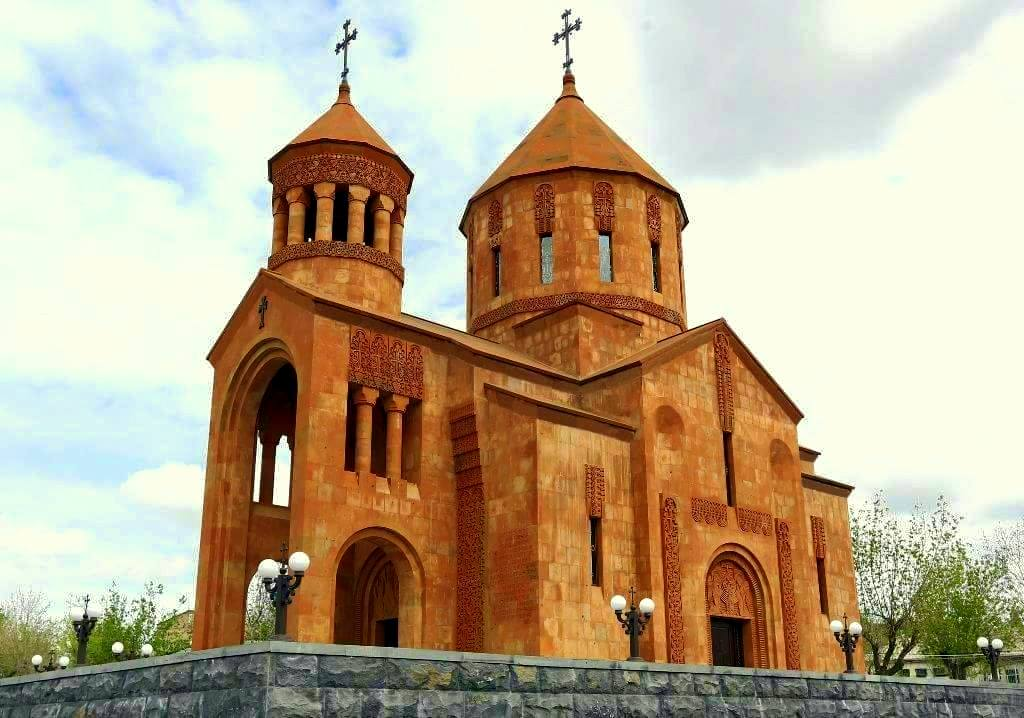
Церковь Святых Мучеников